# WDR77
WDR77 (англ. WD repeat domain 77) – білок, який кодується однойменним геном, розташованим у людей на короткому плечі 1-ї хромосоми.  Довжина поліпептидного ланцюга білка становить 342 амінокислот, а молекулярна маса — 36 724.
| 10         |  | 20         |  | 30         |  | 40         |  | 50         |
| ---------- |  | ---------- |  | ---------- |  | ---------- |  | ---------- |
| MRKETPPPLV |  | PPAAREWNLP |  | PNAPACMERQ |  | LEAARYRSDG |  | ALLLGASSLS |
| GRCWAGSLWL |  | FKDPCAAPNE |  | GFCSAGVQTE |  | AGVADLTWVG |  | ERGILVASDS |
| GAVELWELDE |  | NETLIVSKFC |  | KYEHDDIVST |  | VSVLSSGTQA |  | VSGSKDICIK |
| VWDLAQQVVL |  | SSYRAHAAQV |  | TCVAASPHKD |  | SVFLSCSEDN |  | RILLWDTRCP |
| KPASQIGCSA |  | PGYLPTSLAW |  | HPQQSEVFVF |  | GDENGTVSLV |  | DTKSTSCVLS |
| SAVHSQCVTG |  | LVFSPHSVPF |  | LASLSEDCSL |  | AVLDSSLSEL |  | FRSQAHRDFV |
| RDATWSPLNH |  | SLLTTVGWDH |  | QVVHHVVPTE |  | PLPAPGPASV |  | TE         |

A: Аланін

C: Цистеїн

D: Аспарагінова кислота

E: Глутамінова кислота

F: Фенілаланін

G: Гліцин

H: Гістидин

I: Ізолейцин

K: Лізин

L: Лейцин

M: Метіонін

N: Аспарагін

P: Пролін

Q: Глутамін

R: Аргінін

S: Серин

T: Треонін

V: Валін

W: Триптофан

Кодований геном білок за функцією належить до фосфопротеїнів. 
Задіяний у таких біологічних процесах як поліморфізм, альтернативний сплайсинг. 
Локалізований у цитоплазмі, ядрі.